# La Vôge-les-Bains
La Vôge-les-Bains é uma comuna francesa na região administrativa do Grande Leste, no departamento de Vosges. Estende-se por uma área de 44.09 km². Em 2010 a comuna tinha 1 745 habitantes (densidade: 39,6 hab./km²).
Foi criada em 1 de janeiro de 2017, a partir da fusão das antigas comunas de Bains-les-Bains, Harsault e Hautmougey.